# Sable (transporter opancerzony)
Sable – transporter opancerzony produkowany w Południowej Afryce. Zaprojektowany w celu zastąpienia Casspira. Ma taką samą ochronę przed minami jak Casspir, jednak jego pancerz może być ulepszony. Produkowany przez Armour Technology Systems.